# EMD GP40形ベースの旅客型ディーゼル機関車
GM-EMDが製造した4動軸の電気式ディーゼル機関車であるGP40は、旅客列車用としてサービス電源発電機のHEP（Head End power）や暖房装置を搭載した派生機種も多数登場した。本稿ではGP40の旅客列車用各機種を総括して記述する。

## GP40P-2
1974年にアメリカのサザン・パシフィック鉄道がサンフランシスコの通勤列車向けに3両を導入。通勤列車のカルトレイン移管後は貨物用に転用された。のちに2両がユニオン・パシフィック鉄道(UP)に、1両がインディアナ・ハーバー・ベルト鉄道へ継承された。この機種はGP40-2がベースとなる。

## GP40TC
カナダのGOトランジットがトロント - オンタリオ間向けに導入。機種名の「TC」は「トロント・コミューター(Toronto Commuter、トロントの通勤列車)」を意味する。F59PHに置き換えられ、1988年にアムトラックへ売却された。
アムトラックではHEPを従来の575Vから480Vのものに換装し、シカゴ近郊の短編成列車の牽引に使用された。近年では保線作業に使用されたり、主機関を従来の3000馬力から2000馬力(1,500kW)の16-645Eに換装の上でノーフォーク・サザン鉄道によりGP38-H3へと改造されている。

## GP40P
1968年にニュージャージー・セントラル鉄道(CNJ)が3671〜3683号機の13両を製造し、ニュージャージー州交通局(NJDOT)が購入した。CNJはラリタン・バレー線や北ジャージー沿岸線で使用した。大多数はSD45のような張り出した形のフレア・サイド・ラジエタを装備している。
CNJの旅客輸送は1976年にコンレールに吸収合併され、1983年にはニュージャージー・トランジット（NJトランジット）に継承された。その後、フードの長い側の蒸気発生装置をディーゼルのHEPに交換しGP40PHとり、1991年から1992年にかけてGP40PH-2(後述)へと改造された。

## GP40PH-2

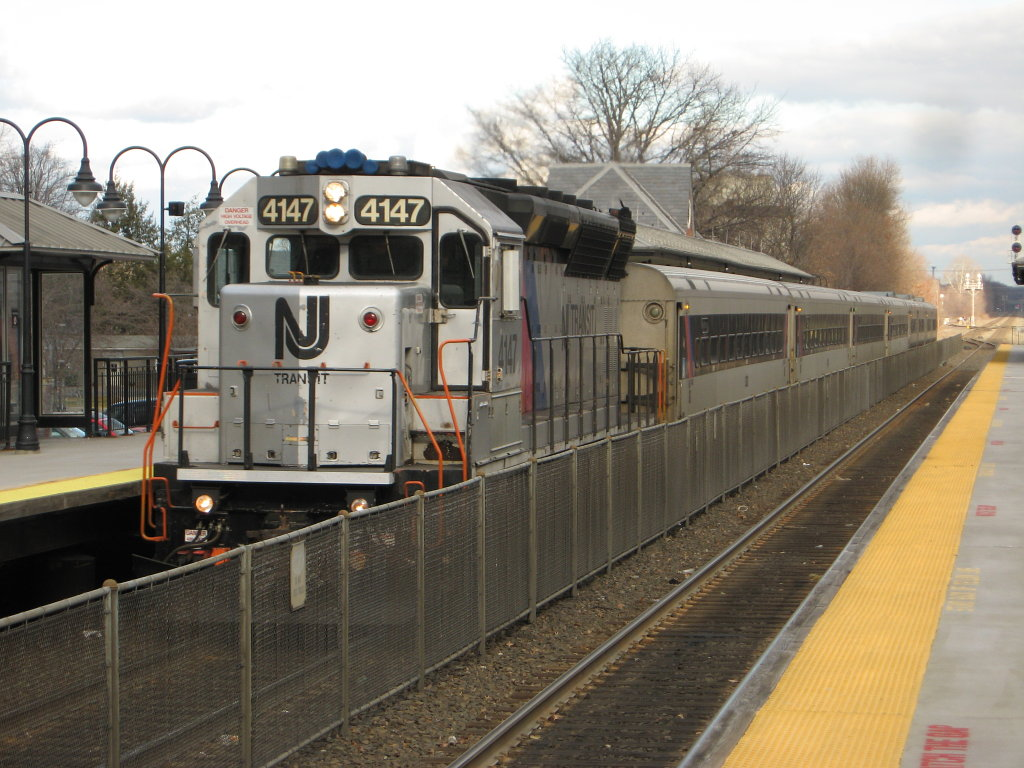
プレインフィールド駅にて。NJT GP40PH-2A 4147

NJトランジットは、CNJから継承したGP40PHを、1両(4101号機)を除いてGP40PH-2へと改造した。ニューアーク・ディビジョンでの運行に制限され、とりわけホーボーケン・ディビジョン内で使用された。
1999年までは本機種にのみ装備した速度監視システムを必要とするパスカック・バレー線にてしばしば使用されていた。現在では主としてホーボーケン・ディビジョンで見ることができる。
NJトランジットは、これに続いて貨物用のGP40を改造した2車種のGP40PH-2を導入した。最初の発注分はGP40PH-2Aとされ、1993年に6両が4145 - 4150号機として完成した。改造担当はモリソン・ヌードセン。4148号はのちにGP40PH-2Bに再改造された。
2回目の発注分はGP40PH-2Bとされ、1993年〜1994年の間に19両がコンレールにて改造された。種車はペン・セントラル鉄道の200 - 4218号機。前述のとおり4148号は事故から復旧した1997年にGP40PH-2Bへと改造され、同時に4219号となった。
メトロノース鉄道は、GP40PH-2を1両のみ4190号として導入した。正式にはGP40PH-2Mといい、1992年にコンレールにて改造されたものである。

## GP40FH-2

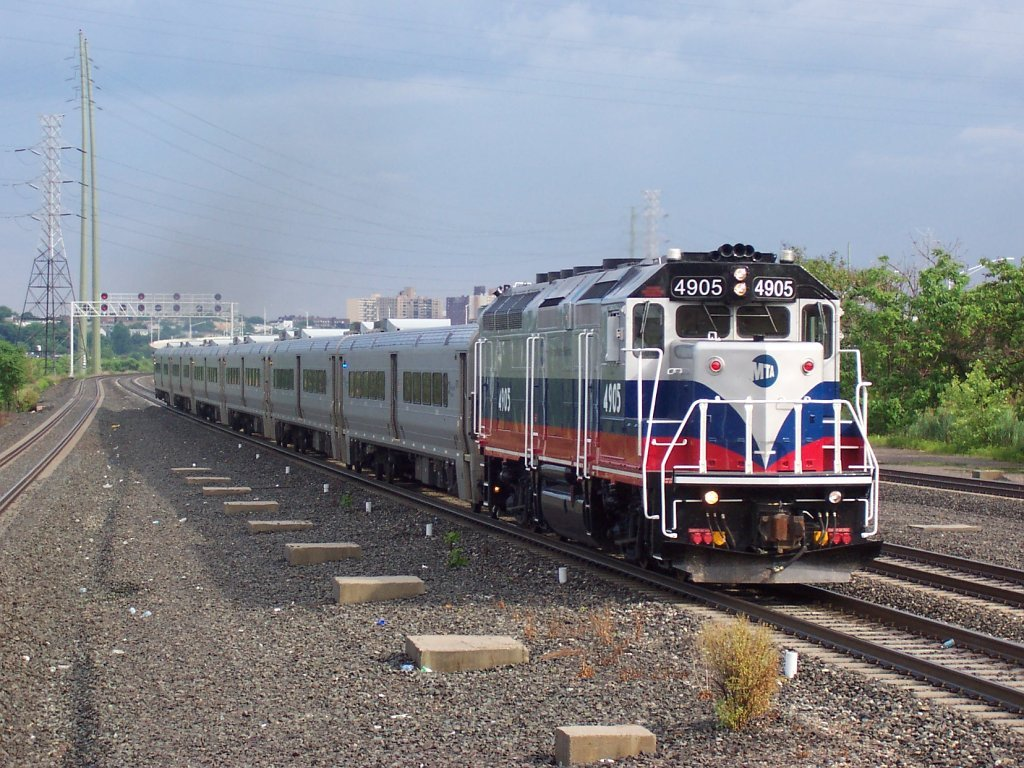
メトロノース鉄道 GP40FH-2 4905 (元4189号機) ニュージャージー州セコーカスにて

NJトランジットとメトロノース鉄道が1987年にモリソン・ヌードセンへ発注した機種で、GP40の台枠と運転室にバーリントン・ノーザン鉄道のF45の廃車発生品となるカウルを装着したものである。1987年から1990年にかけて合計21両が改造され、15両がNJトランジットの4130〜4144号に、残る6両がメトロノース鉄道の4184〜4189号となった。
NJトランジットの21両は、アルストム製のPL42ACに置き換えられる予定である。4130〜4134号はモーティブ・パワー・インダストリーズ(現Wabtec)で入換機に改造された。メトロノース鉄道は更新工事に着手し、4184〜4189号は4900〜4905号に改番されている。

## GP40WH-2

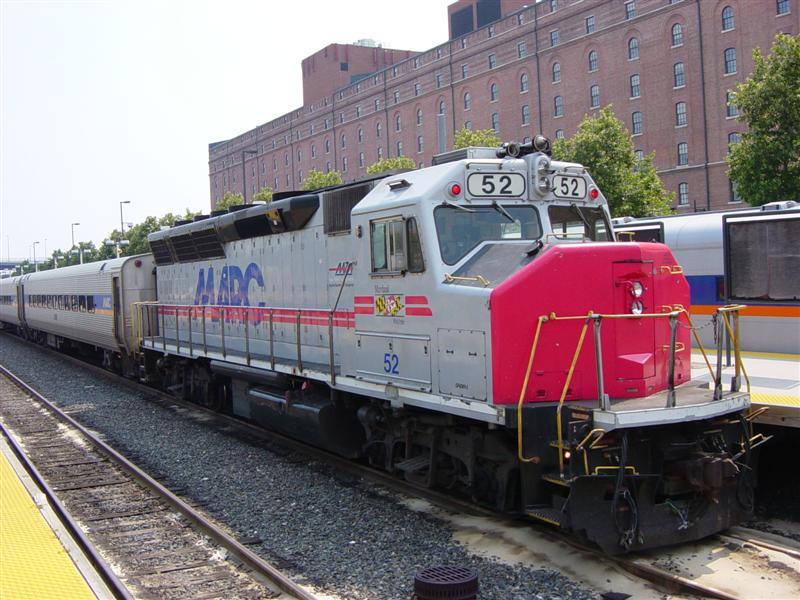
MARC GP40WH-2 52号機。メリーランド州ボルチモアカムデン駅にて

1990年代初頭、モリソン・ヌードセンがMARCからの「GP40をGP40FH-2に改造した際の発生品でGP40を作れないか」という要望に応じて製造。MARCにて51〜69号として使用された。初期のアムトラックのディーゼル機関車のように、前頭部を赤く塗装している。
後部のフードの内部にはSD45からSD40Mへの改造で発生したラジエター関連部品が収納されている。
ディッチライト（交互点滅灯）装備の義務化以前に発注されたため、トランス・ライト社(TRANS-LITE,INC)のジャイラライト(Gyralite)の型番20585番を装備している。アメリカ鉄道局(FRA)はMARKを「トライアングル・ルール」からは除外した。また、ノーザン・エアチャイムのK5LAR3形の汽笛を雪覆いのカバーとともに装備した。カバーは後にほぼ撤去されたが、取り付けリングが残っている。

## GP39H-2
1980年代後半、モリソン・ヌードセンは6両のGP40をMARC向けに改造し、70〜75号とした。ディーゼルエンジンを16気筒3000馬力から12気筒2300馬力のものに換装し、カミンズのHEPを搭載した。のちにアンチクライマー上に交互点滅灯を装備し、1990年代になると、反射テープをアンチクライマーに取り付けた。
73号は1996年2月16日にアムトラックの列車と衝突事故を起こした286列車を押していた機関車である。

## GP40MC
マサチューセッツ湾交通局(MBTA)が導入。カナディアン・ナショナル鉄道のGP40-2Wの25両が1997年にAMFによって改造された。改造内容は、HEP装備、フレアード・ラジエタの装備、デスク型運転台への変更、機関士側（正面左側）中央にステップを設けたことなどである。
MBTAのボストン北駅・南駅発着の各線区で使用されるが、カナディアン・ナショナル鉄道の貨物機時代よりコンピュータの不調に悩まされている。